# 世界で最も美しい村
世界で最も美しい村（せかいでもっともうつくしいむら、仏: Les Plus Beaux Villages de la Terre、英: The Most Beautiful Villages of the World）は、フランス、ベルギー（ワロン地域）・イタリア・日本・スペインにおける同様の運動が連携し結成された任意団体である世界の最も美しい村連合会が推進・認定する顕彰事業である。

## 沿革・展開
1982年のフランスの最も美しい村協会設立後、1994年にワロン（ベルギー）の最も美しい村協会、1998年にケベック（カナダ）の最も美しい村、2001年にイタリアの最も美しい村協会が発足。2003年にフランス・ワロン（ベルギー）・イタリアによる「世界で最も美しい村々連盟」を設立。2005年には「日本で最も美しい村」連合が設立され、2010年に日本も加盟。2012年にカナダのケベックが加盟し、同年に新たな定款を策定し、フランスにおける法人格を収得した。その後、スペインの最も美しい村協会も加盟した。
連合会長は、2013年時点ではフランスのゴルド村村長でフランスの最も美しい村協会会長でもあったモーリス・シャベール(Maurice Chabert)氏、副会長は美瑛町町長で「日本で最も美しい村」連合会長であった浜田哲であり、2015年には美瑛町で連合の総会を開催した。
また、2023年5月23日～26日には、京都府の伊根町および和束町を会場に、日本での2度目の総会が開催された。
最も美しい村運動は、ドイツのザクセン、スイス・リヒテンシュタイン、レバノン、ロシアがオブザーバーメンバーとして連合加盟の準備を進めているなど、世界的な広がりをみせている。

## 公式本
- Selection du Reader's Digest (2012). Guide des plus beaux villages de France. Selection du Reader's Digest. ISBN 2709823578 …フランスの最も美しい村協会創立30周年記念公式ガイドブック、この1981年度版が最も美しい村運動と協会設立のきっかけとなった
- 日本で最も美しい村連合『日本で最も美しい村―公式ガイドブック』ハースト婦人画報社、2012年、128頁。ISBN 978-4573022485。

## 関連運動
郷土の文化や環境を守ろうとする活動としては、最も代表的なものとして世界遺産があるが、UNESCOが主導する創造都市ネットワーク、創造都市から発展した日本の創造農村、FAO（国連食糧農業機関）が推進する世界重要農業遺産システムなどもある。
民間事業では、エコビレッジやスローシティ、ジオパークなどが注目されている。
国内では、文化財保護法による伝統的建造物群保存地区や重要文化的景観、農林水産省による日本農業遺産や食と農の景勝地、美しい日本のむら景観百選がある。

## 世界で最も美しい○○
最も美しい村運動は、類似した選定事業を派生させた。フランスの観光情報サイト「Norte Belle France（私たちの美しいフランス）」では独自に「The Most Beautiful Places of the World（世界で最も美しい場所）」として、「世界で最も美しい山脈」・「世界で最も美しい峡谷」・「世界で最も美しい城」・「世界で最も美しい洞窟」・「世界で最も美しい都市」・「世界で最も美しい砂漠」・「世界で最も美しい島々」・「世界で最も美しい湖」・「世界で最も美しい村」・「世界で最も美しい滝」を選定している。
雑誌の『Forbes』も「The Most Beautiful Places In The World（世界の最も美しい場所）」を特集し、メディアが流用したことから様々な「Most Beautiful ○○ World」企画が作られている。
より公共性が強いものとしては世界で最も美しい湾クラブなどがある。
上記の雑誌企画における最も美しい村選定に関しては、途上国のインターネット上で「先進国のエゴである」との批判が多数あった。実際に美しい村連合に加盟するのは当時は先進国のみで、どれだけ辺鄙なところへ行こうとも最低限のインフラが整備されており、旅行者は田舎暮らしの疑似体験を望むだけで、利便性や快適さを求めずにはいられないという揶揄であった。また、「美しい」の基準もあくまで西洋基準主体であり、サービスや衛生状態なども評価対象としており、こうした制度は観光地としても格差社会を助長するとの主張がなされた。先進国側の視点では、無機質な都市化・近代化が進む中で、失われゆく牧歌的な空間を保護し、精神衛生向上に役立てたい目的もあるが、公的文化施策ではなく利害関係が生じる観光業では理解が進みにくいことは事実である。
これらは農村観光分野においても共通することとして認識されている。（アグリツーリズム#導入の背景を参照）
一方、国内でも、これまでは取り残された片田舎との位置づけもなされた地域が、地域おこし・まちづくりといった活動を通し、「地方の負は文化になりえる」という逆転の発想も生まれている。その延長線上に美しい村運動も位置づけられる。

## ギャラリー

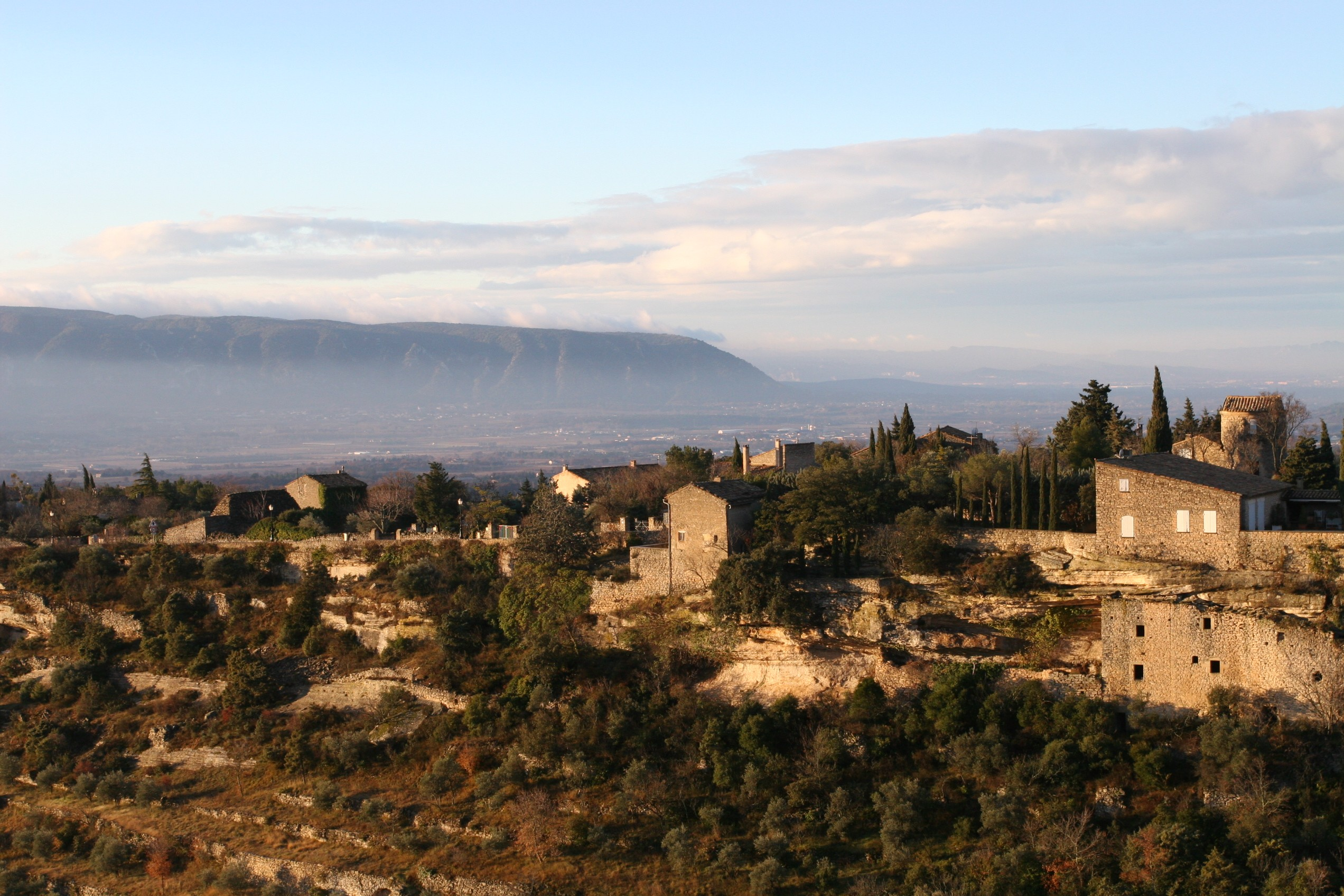
ゴルド／フランス
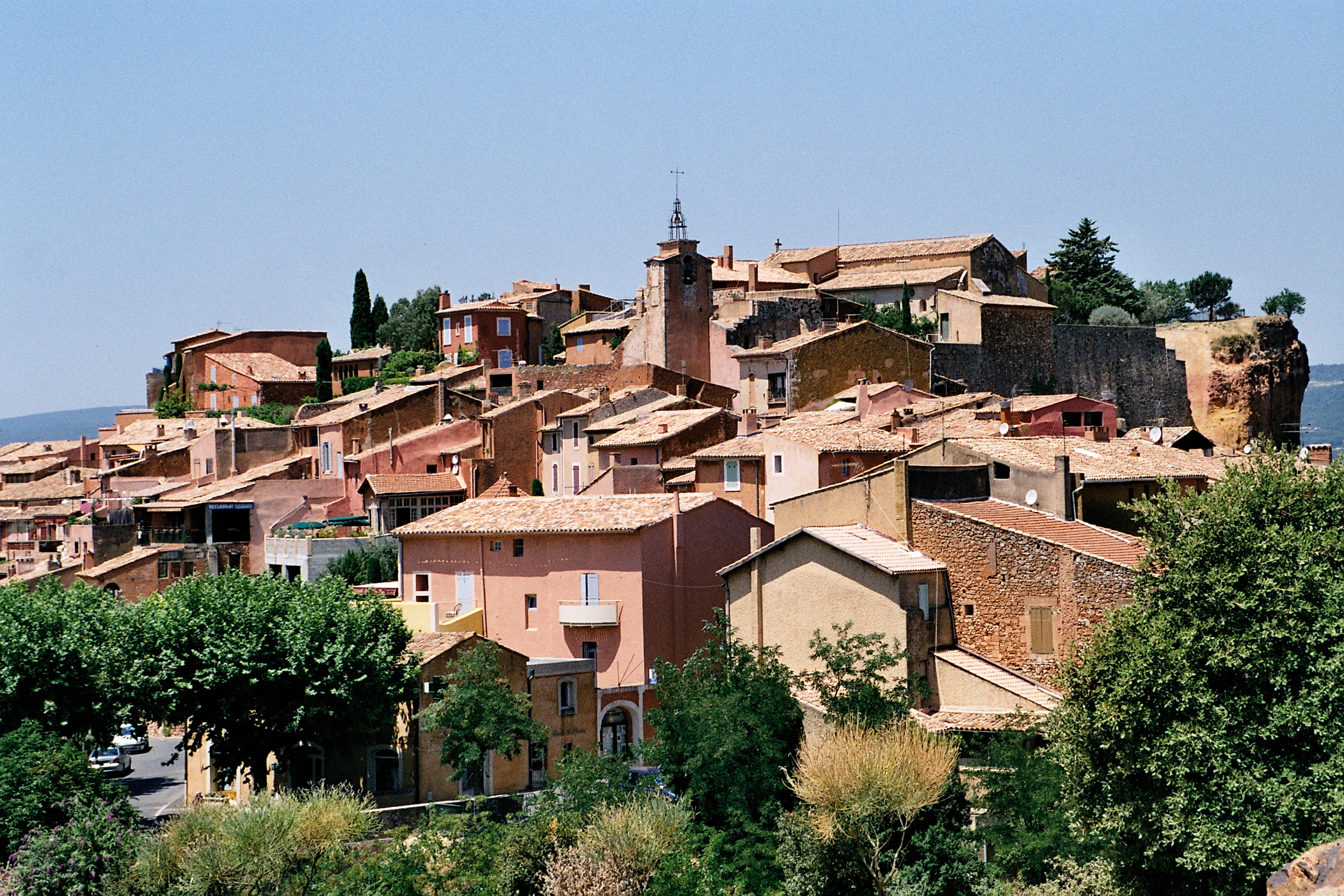
ルシヨン／フランス
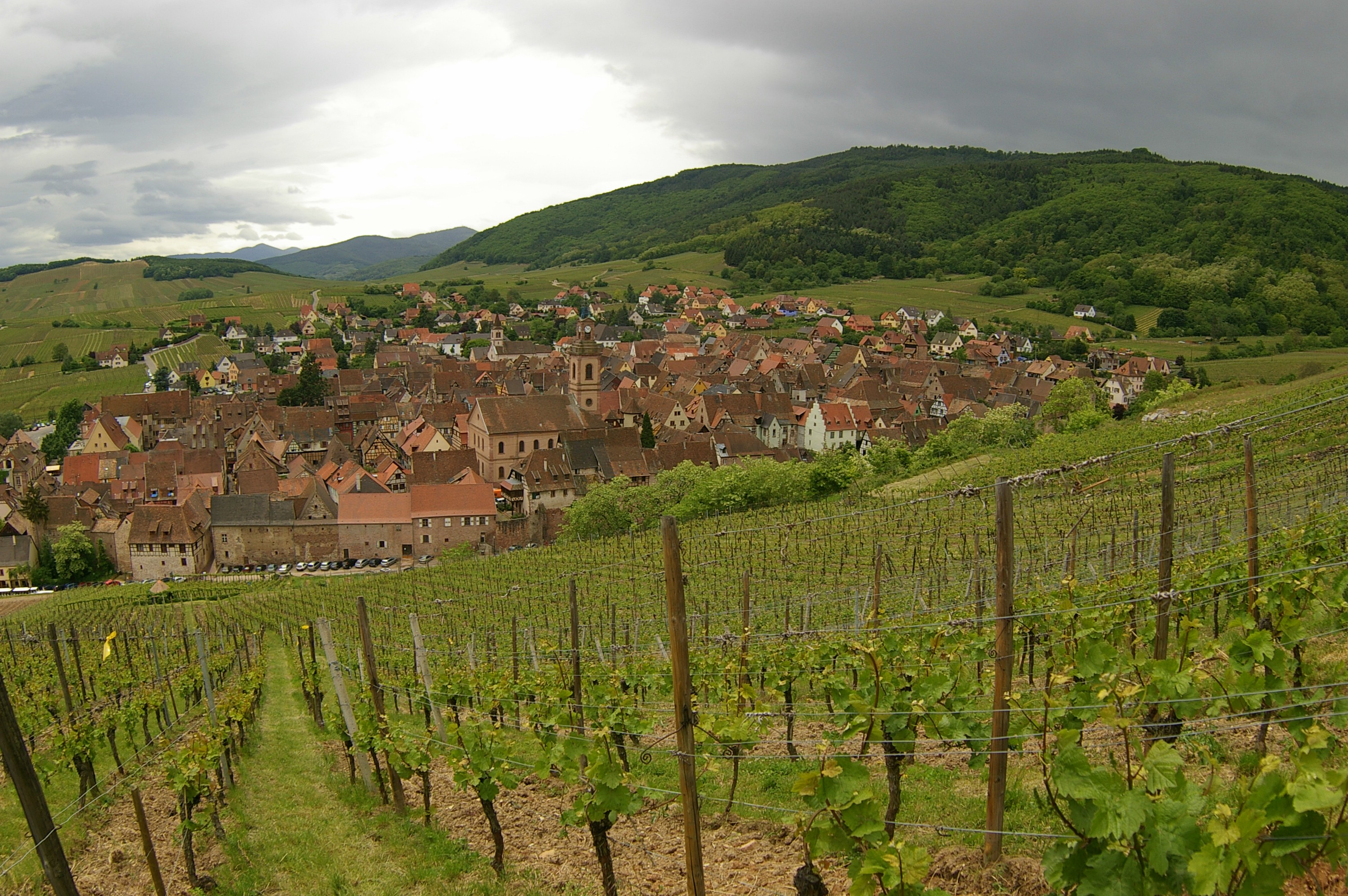
リクヴィール／フランス
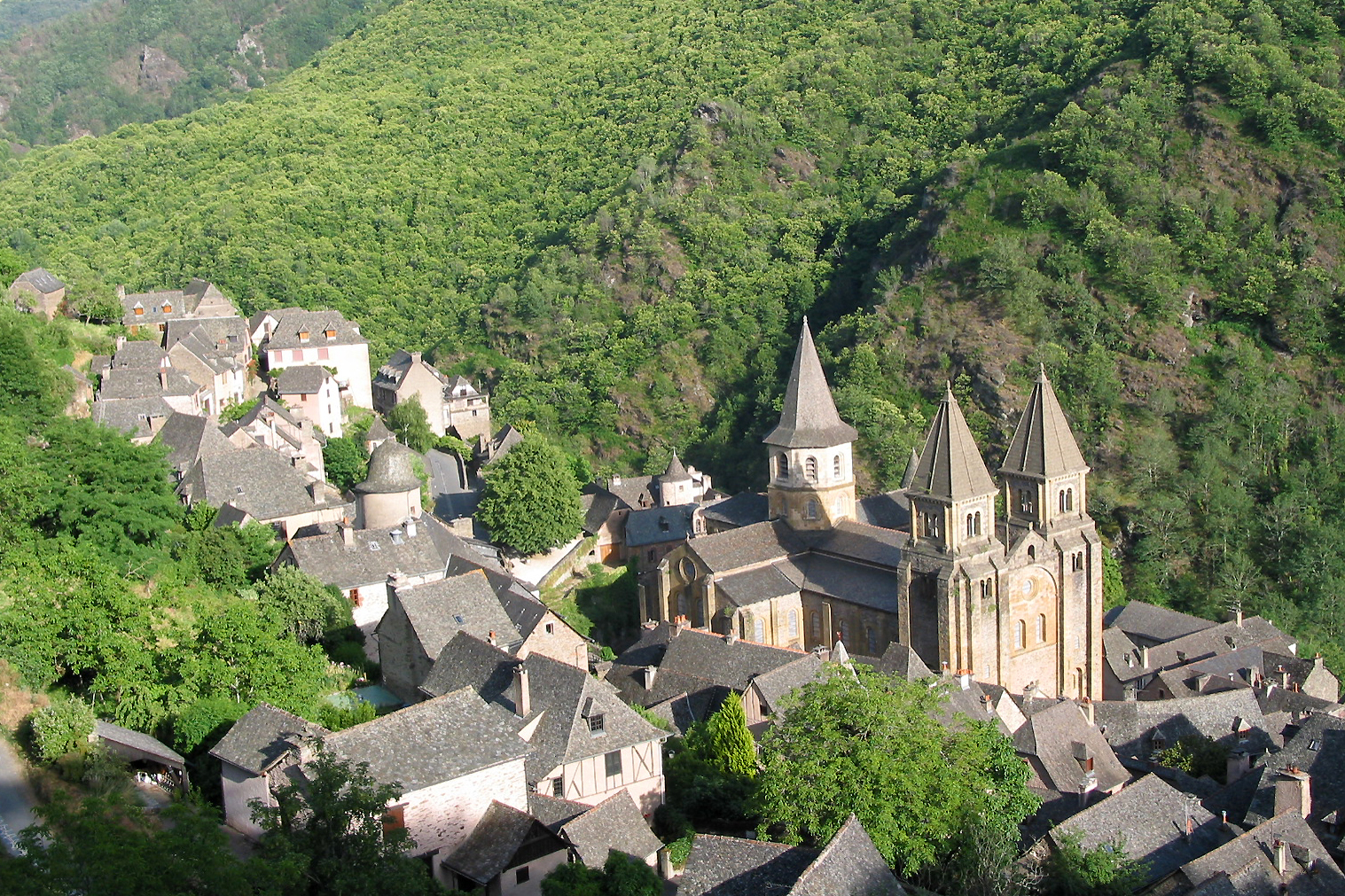
コンク／フランス
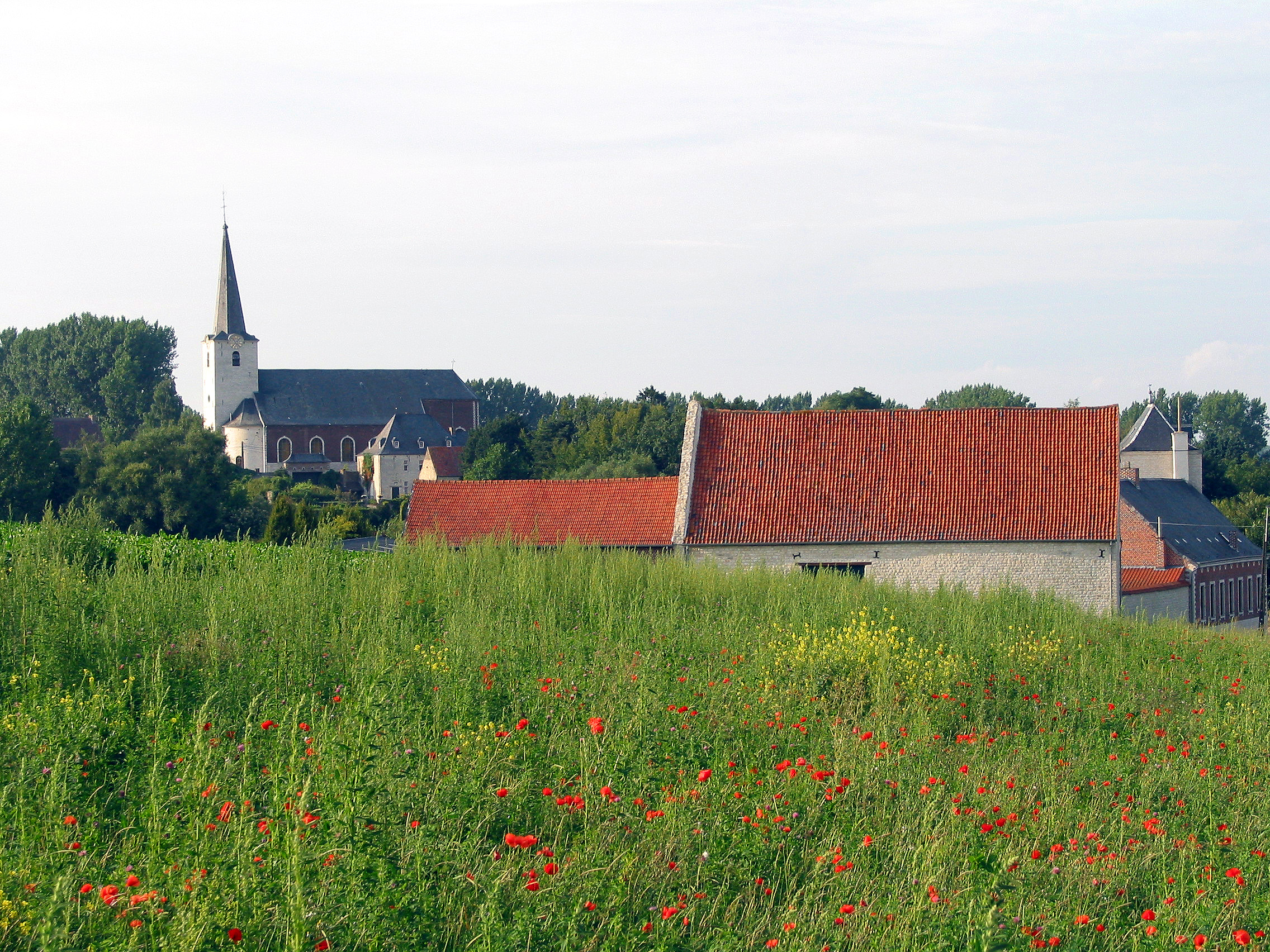
メリン／ベルギー・ワロン地域
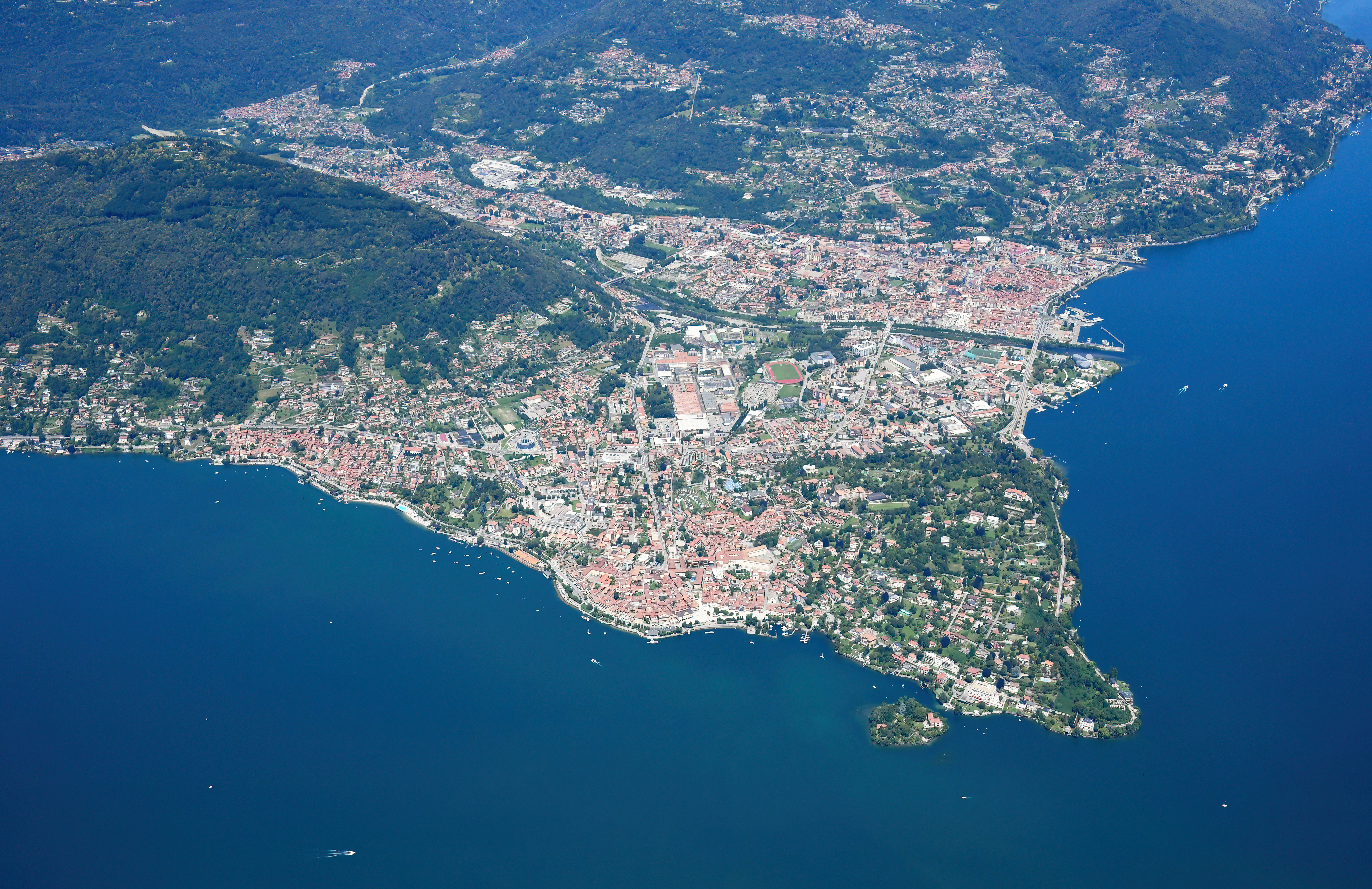
ピエモンテ／イタリア
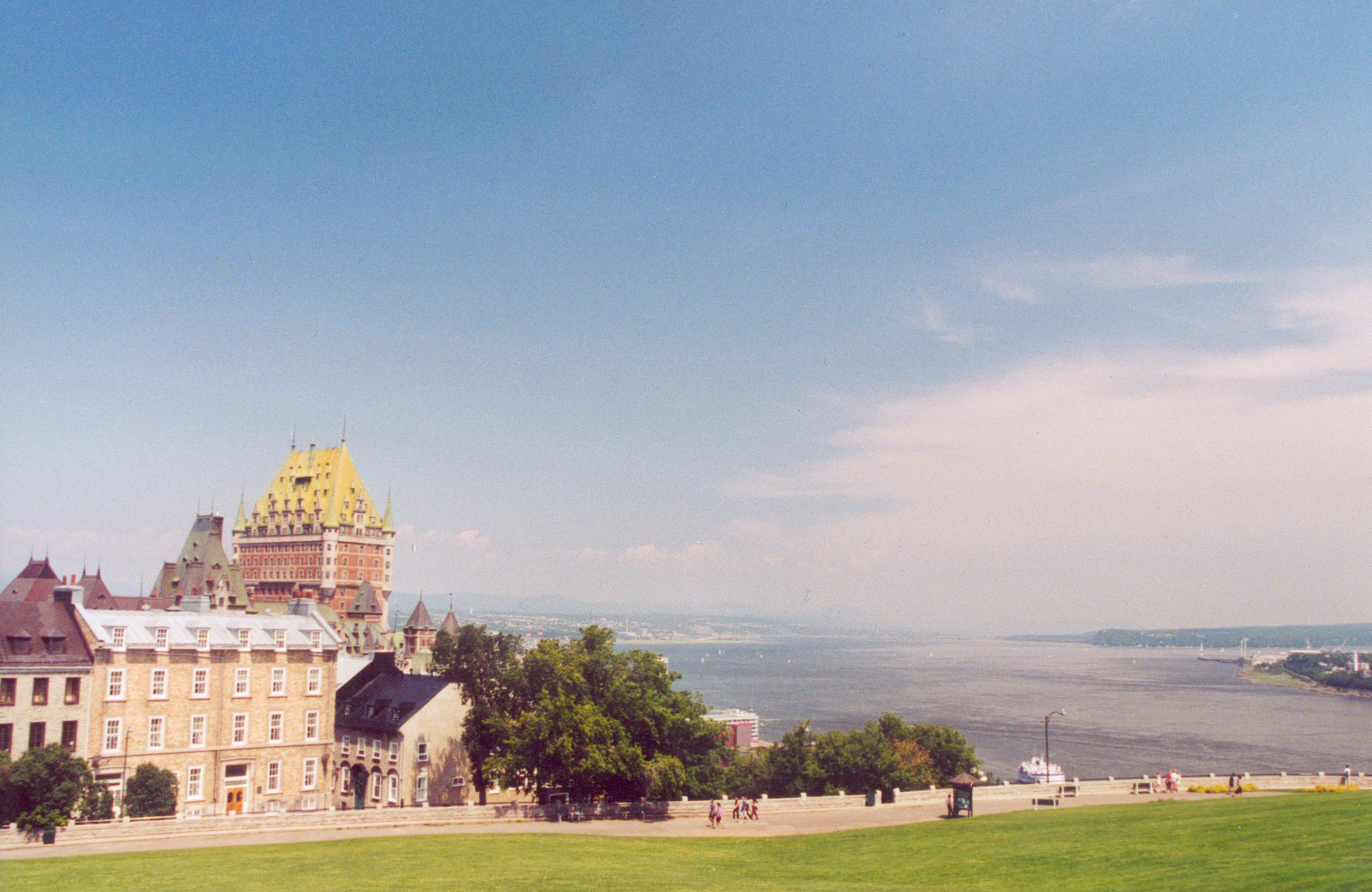
ケベック／カナダ
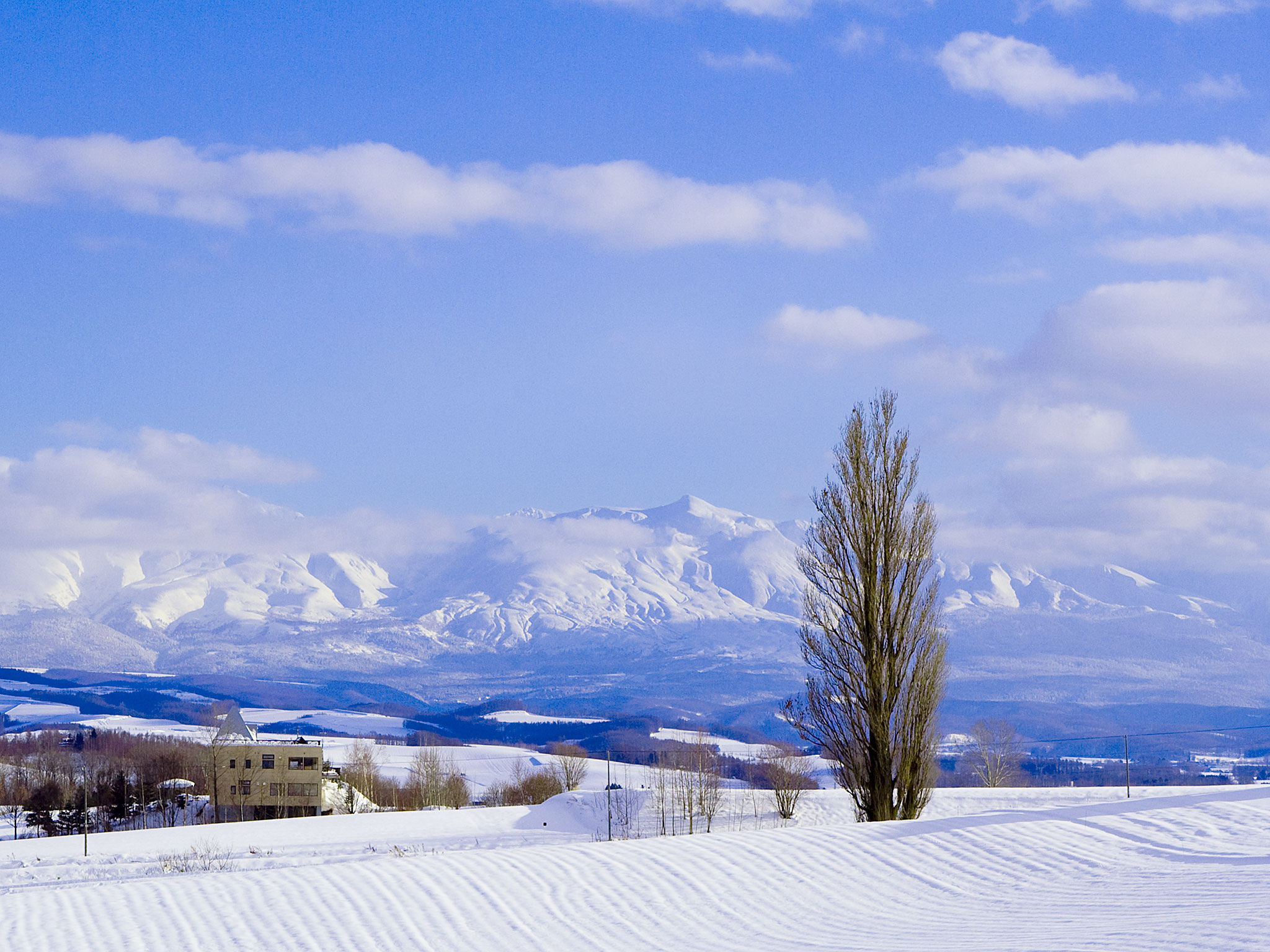
美瑛町(北海道)
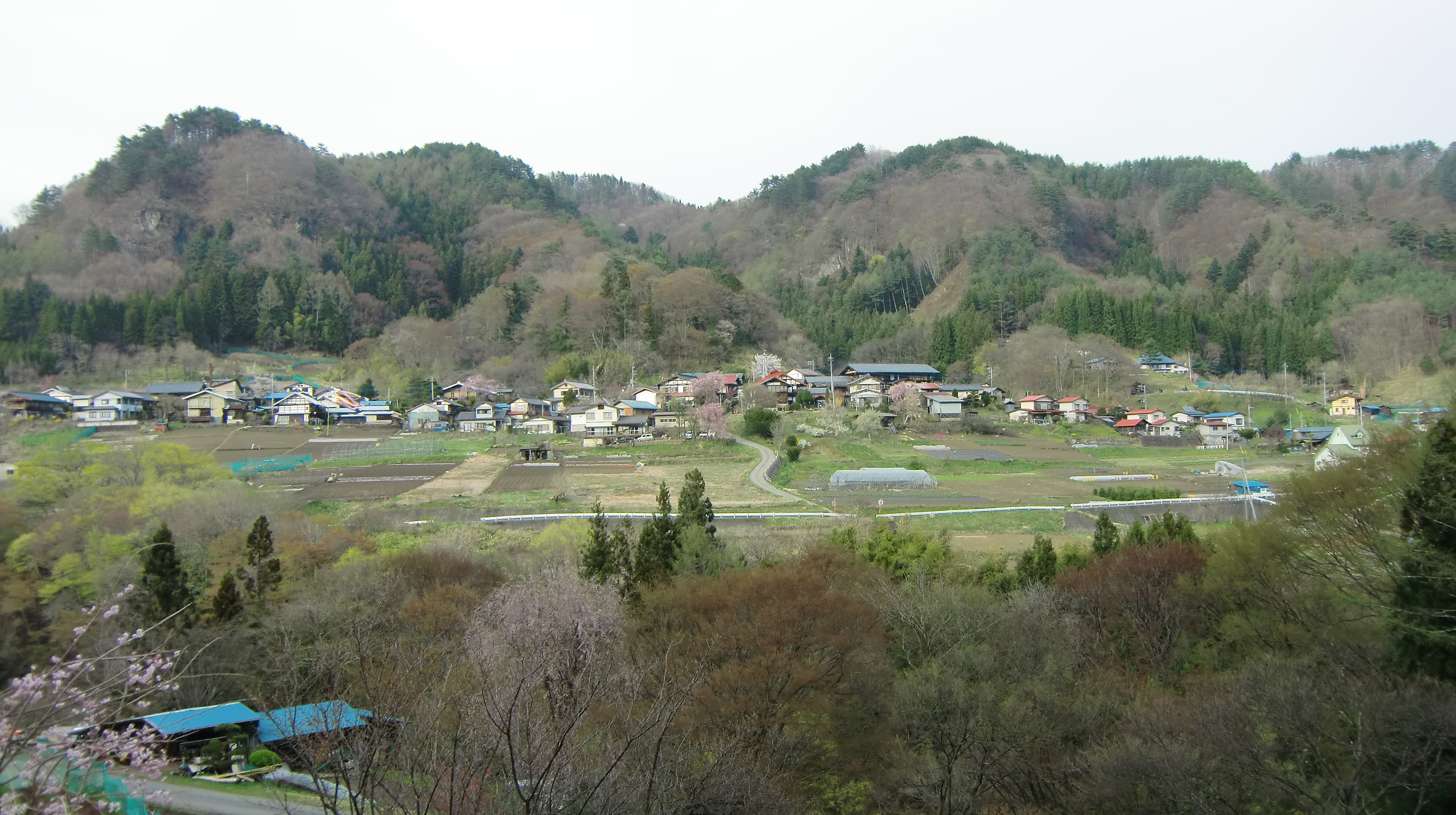
六合（くに）(群馬県中之条町)
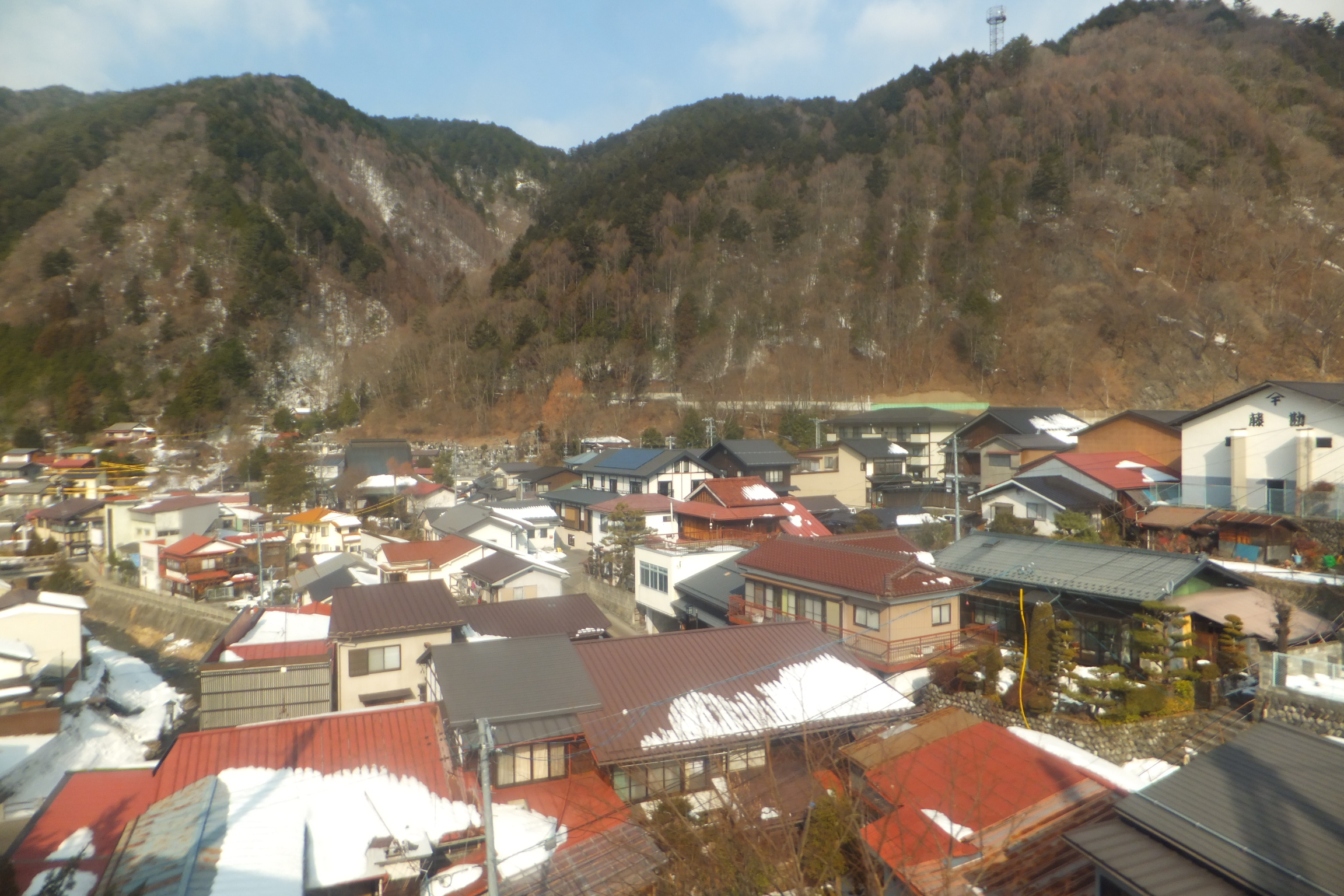
木曽町(長野県)
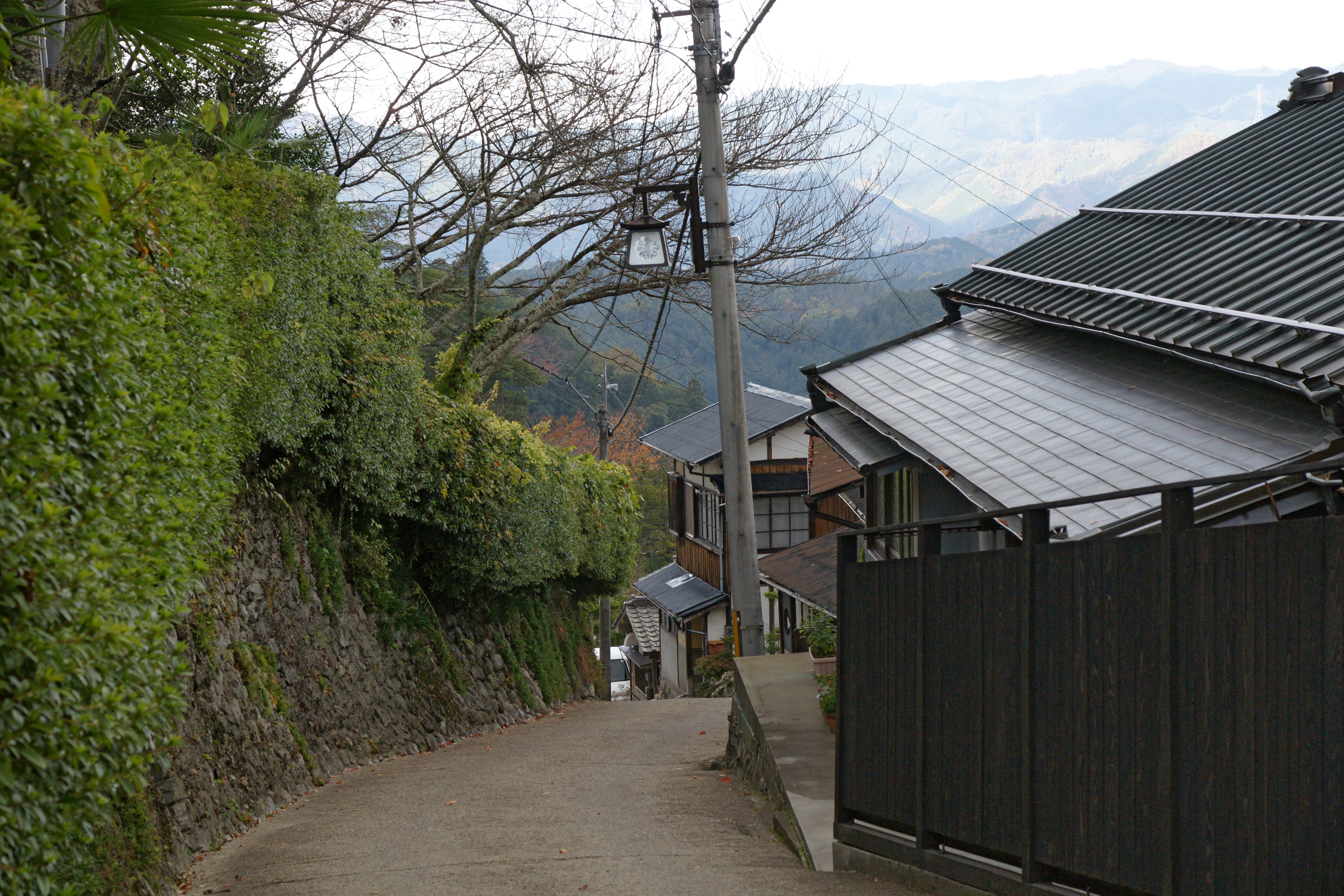
吉野町(奈良県)
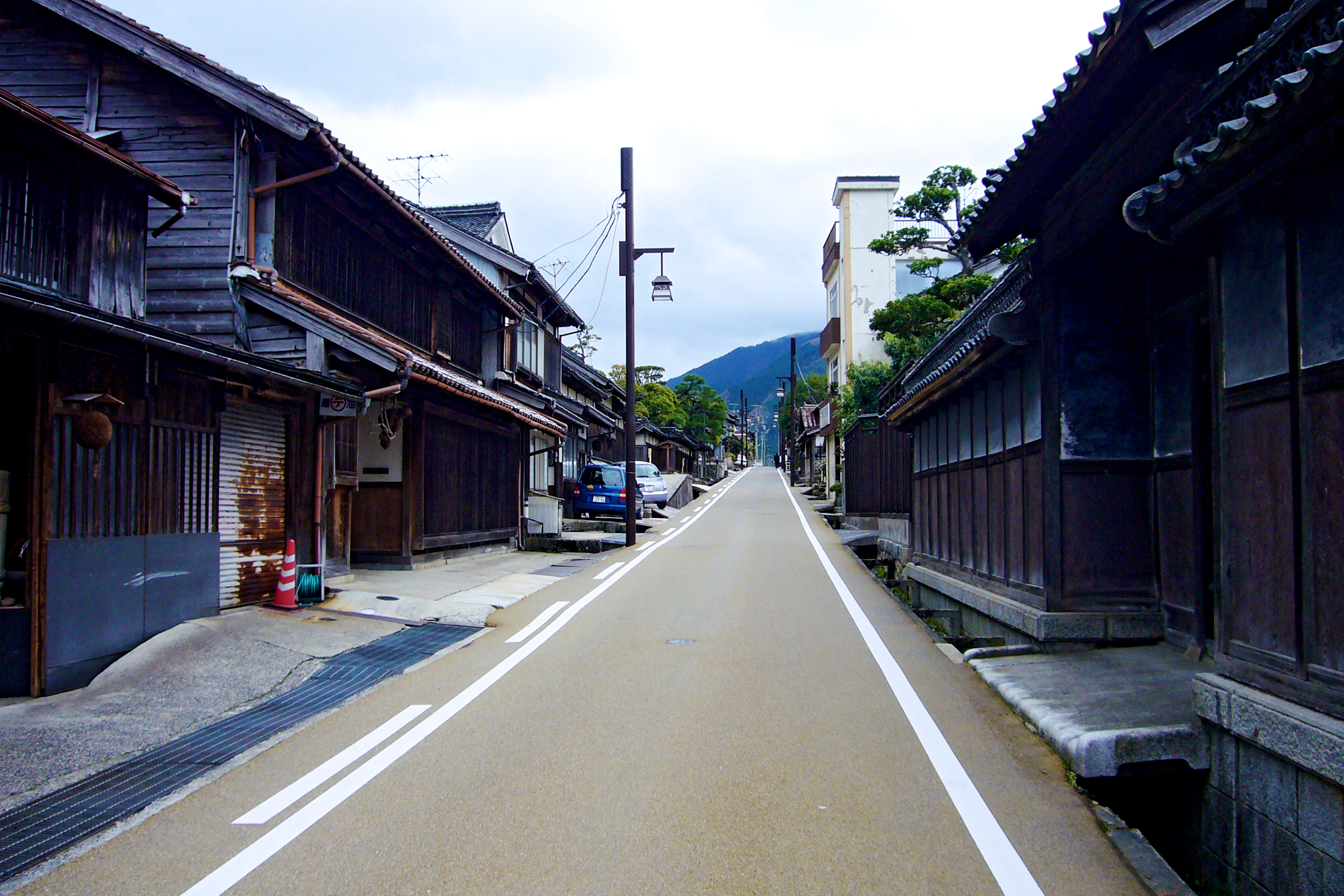
智頭町(鳥取県)
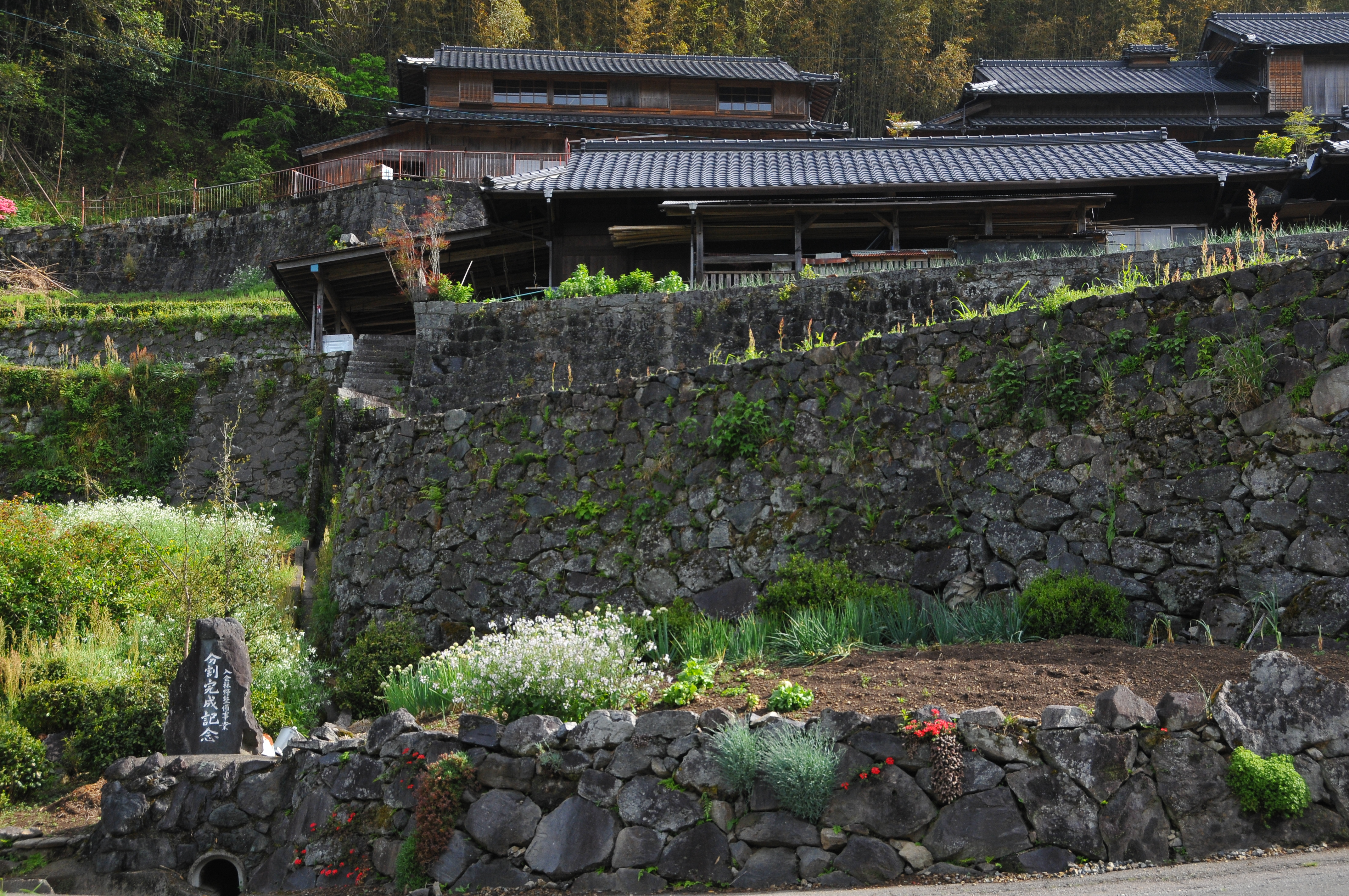
椎葉村(宮崎県)